# Тульчинський фаховий коледж культури
Тульчи́нський фаховий коледж культури — комунальний заклад фахової передвищої освіти. Функціонує під управлінням Вінницької обласної ради. Готує фахівців з п'яти спеціальностей за денною та заочною формами, з набуттям освітньо-кваліфікаційного рівня «молодший спеціаліст».

## Історія

### Довоєнні роки
Заснований у 1930 році як «Технікум масової комуністичної освіти», мав два відділення: організаційно-масове (готувало клубних працівників) і бібліотечне (готувало бібліотекарів середньої кваліфікації). Перший директор невідомий. Другий директор — Морозенко.
У 1934 році відповідно до наказу Наркомату освіти «Про реорганізацію технікумів масової комуністичної освіти в бібліотечні технікуми», технікум перейменували в бібліотечний, випускав лише бібліотекарів. Організаційно-масовий відділ ліквідували. Перший випуск бібліотечного технікуму відбувся в 1935 році. Директор — А. В. Трикуліч.
У 1937 році за наказом Наркомату освіти «Про перейменування бібліотечних технікумів в бібліотечні школи» технікум перейменували у бібліотечну школу. Директор — П. С. Ременяк. До цього директорами були О. І. Єрмолкович, Ф. А. Жура. До 1941 року бібліотечна школа випустила 404 спеціалісти (7 випусків).

### 1940-ві роки
У роки Другої світової війни заклад не діяв. У Червоній армії воювали директори Ременяк П. С., Фурдуєв П. І., викладачі Хотич Ю. Т., Лисанчук П., Блошаненко А. П., Літвінов, випускники Линдрик О., Мізернюк М. Ф., Ліванчук С. А., Малюський Г. В., Самійлюк Я. О., Овчарук П. С., Кошолап К., Багрій І. Л., Зарудняк О. А. та інші. Випускник Гриб О. Ф. за форсування річки Дніпро удостоєний звання Героя Радянського Союзу. У тилу ворога діяли випускники Кокошко Я. С. (партизан, керівник групи с. Тиманівка), Настя Медвідь (м. Вінниця, в групі І. Бевза), викладач Дербань О. І. та інші.
У 1944 році після деокупації Тульчина в приміщенні колишньої бібліотечної школи у травні відкрили «Технікум підготовки політосвітніх працівників», який мав два відділи: клубний і бібліотечний. Директором технікуму з травня по жовтень 1944 року працював Ю. Т. Хотіч. Після нього призначили директором І. М. Нетіса. Викладачами працювали Волович Д. Г., Підопригора М. Р., Вексельман Т. Т., Мільгром Т. С., Шварцзайд Ю., Пайкін М. К., Зелінський І. С.
Станом на початок березня 1945 в технікумі навчалось 8 груп. Навчання в технікумі було платним — 75 карбованців на рік. Безкоштовно навчались ті, хто мав пільги. Учні, які добре навчались, отримували стипендію: на 1-му курсі — 80 крб., на 2-му — 100 крб., на 3-му — 120 крб.
У 1946 році наказом Комітету в справах культосвітніх установ при Раді Міністрів УРСР директором технікуму призначено Ю. О. Недригайлова. На цей час дещо покращилась навчально-матеріальна база. Технікум мав 8 кабінетів, бібліотеку, канцелярію, кабінет директора. Бібліотека нараховувала 3020 примірників книг. При технікумі працював гуртожиток на 125 місць. Працювали кабінети: культосвітньої роботи, фізико-математичний, історико-географічний, військовий. Працювали гуртки художньої самодіяльності: хоровий — 58 учасників, драматичний — 20, хореографічний — 30, музичний — 30, фотографії — 28, бібліотечний — 59. Хоровий гурток (керівник Мільгорм Б. С.) за навчальний рік виступив 38 разів, музичний (керівник Шаповалов) — 13 виступів, драматичний (керівник Зелінський) — 4 п'єси і 9 виступів. Технікум мав підсобне господарство — 8 га землі. Там вирощували картоплю, овочі для технікумівських потреб. Кілька післявоєнних років учні працювали на заготівлях торфу, деревини для опалення навчального корпусу і гуртожитків. Діяло самоуправління учнівської молоді, каса взаємодопомоги, комітет комсомолу і профспілковий комітет, налагоджено роботу учнівської їдальні.
У 1947 році заклад перейменовано в «Технікум підготовки культурно-освітніх працівників», крім денного, відкрили заочне відділення для підготовки клубних та бібліотечних фахівців. Перший випуск заочного відділу відбувся в 1949 році, випущено 8 бібліотекарів і 10 клубних працівників.

### 1950—1980-ті
З 1949 по 1950 рік в технікумі навчалось 230 учнів, потім щорічно кількість учнів зростала. У 1950 році директором призначили Х. Ф. Руденка, а в серпні 1954 року — П. Ф. Васильєва.
З 1956 року почали прийом абітурієнтів із середньою освітою для дворічного навчання. Для музичної освіти заклад мав 3 піаніно, інструменти двох домрових оркестрів, духового оркестру, 92 баяни, гармошку. У цьому ж році при технікумі розпочали діяти 6-місячні курси колгоспних баяністів-хормейстерів, а з 1959 року — 9-місячні.
У 1960 році впроваджено 4-річний термін навчання. Спеціальності: керівник самодіяльного хорового колективу, керівник оркестру духових інструментів, керівник оркестру народних інструментів. Перший випуск відбувся у 1964 році. У 1966 році відновлено 3-річне навчання. У 1961 році технікум перейменовано в «Культурно-освітнє училище» (така назва зберігалася до 1990 року). У 1962 році завершили будівництво нового навчального корпусу, де розмістили актову залу на 250 місць. У 1965 році бібліотечний відділ ліквідували, але у 1969 році знову відновлено. У 1965 році директором призначили І. А. Райчука. До 1967 року відкрито 15 кімнат для індивідуального навчання, запрацювало центральне опалення. Для навчання було 25 піаніно, рояль, 3 комплекти духових інструментів, 7 бандур, 3 комплекти народних інструментів. Книжковий фонд бібліотеки училища складав 18450 примірників, обладнано автоклуб.
У 1969 році закінчено ще одну прибудову до основного приміщення, в якій розміщено бібліотеку з читальним залом на 45 місць, учительську, 3 класних кімнати, а в старому приміщенні, де раніше була бібліотека, обладнано буфет на 40 посадкових місць, 2 класи для індивідуальних занять. У 1970 році директором училища призначили В. В. Стрельбицького. У 1974 році училище мало 146 баянів, 48 піаніно, 4 комплекти духових оркестрів. У цьому ж році вперше впорядкували архів училища. У 1975 році директором призначили В. П. Чернія, а у 1979 році — В. Ф. Циганюка.
У 1980 році училище вперше відзначало річницю заснування — 50-річчя, а у 1985 — 55-річчя. До цього року за роки існування підготовано 7515 спеціалістів. З 1982 року почали освоєння приміщень основного корпусу колишнього палацу Потоцького. У 1985 році училище мало 28 аудиторій для групових занять, 14 — для занять з підгрупами, 37 — для індивідуальних занять,12 службових кімнат, 2 актові зали на 520 місць, 10 лабораторій, бібліотеку з читальним залом, тир та три майстерні. Викладацьку роботу вели 132 викладачі, в тому числі 80 — випускників цього ж закладу, працювали ветерани Ю. Т. Хотіч, М. О. Соловйов, Л. А. Козловська, М. І. Бугай, М. І. Дімент, В. Д. Голюк, О. К. Поштар, О. М. Нестеров та ін. Навчання проводили за кабінетною системою.
Працювали кабінети української та російської мов і літератур, фізики, хімії, клубознавства, бібліографії, організації бібліотечних фондів і каталогів, техзасобів, культосвітньої роботи, історії музики, духових та народних інструментів, історії СРСР, наукового атеїзму, фотокінолабораторія, майстерня з ремонту музичного інвентаря, майстерня з виготовлення декорацій і бутафорій, кабінет засобів наочної агітації, костюмерна, лінгафонний кабінет, педагогічний кабінет, кабінети початкової військової підготовки та виробничої практики. У 15 кабінетах обладнано техзасоби, встановлено 64 дистанційні пульти управління. Для проведення занять, організації відпочинку використовувалось 26 магнітофонів, 9 кінопроєкторів, 6 епідіаскопів, 13 телевізорів, 3 апарати ЛЕТІ, 11 діапроєкторів, 12 фільмоскопів, 32 електрообчислювальні прилади. Обладнали 3 класи програмованого навчання. Для музичної освіти були 60 фортепіано, 180 баянів, 8 бандур, 5 комплектів народних і 5 комплектів духових інструментів, один для естрадного концерту. Діяли 19 предметних і 14 гуртків художньої самодіяльності.
У 1985 році освоєно східний корпус колишнього палацу Потоцького. Навчальна база училища продовжувала розширення. У східному корпусі розмістили учнівську їдальню. У 1986/1987 навчальному році на очно навчалося 572, а заочно — 358 учнів, всього — 930. Працювала школа передового педагогічного досвіду (керівник В. Д. Курбатов). З 1985 по 1987 рік училище працювало над проблемою: «Оптимізація позаурочної навчально-виховної роботи», розрахованої на 5 років. Виробничу практику проводили у піонерських таборах, на підприємствах, організаціях у Вінниці та базах закладів культури Вінницької області. З 1 вересня 1988 року училище з трирічного перейшло на чотирирічне навчання. Цього ж року на його базі відбувся Всесоюзний семінар-нарада директорів училищ. У травні 1989 — відбувся зональний республіканський семінар викладачів нової обрядовості.

### 1990-ті
У листопаді 1990 році культосвітнє училище перейменовано в «Училище культури». У цьому ж році училище відзначило своє 60-річчя. Заклад освіти та його директор Циганюк В. Ф. нагороджені Почесними грамотами Міністерства культури СРСР, ЦК профспілки працівників культури. Училище також нагороджено Почесною грамотою обкому партії і облвиконкому. На честь ювілею виготовлено ювілейну медаль та нагрудний значок училища, відкрито музей його історії, куди помістили сувеніри подаровані на честь річниці.
У цей період налагодили тісний зв'язок з училищами культури, особливо Житомирським, Ніжинським, Луцьким, Гадяцьким, Канівським, Київським тощо.
У 1991/1992 навчальному році працювали такі колективи: самодіяльний народний духовий оркестр, самодіяльний народний танцювальний колектив «Намисто», вокальний ансамбль «Калинонька», вокально-інструментальний ансамбль «Сувенір», ансамбль сучасного танцю, любительське об'єднання «Джерело», любительське об'єднання «Хазяєчка», клуби «Ветеран», «Молодої сім'ї», студія баяна, фортепіано, курси художників-оформлювачів, кіновідеомеханіків, крою та шиття. Проведено 58 концертів, 6 вистав, 3 літературно-музичних композиції. Введено новий предмет «Народознавство», викладачем Сафроняком М. Т. створено кабінет з народознавства. З ініціативи викладача Подолянчука Е. А. почали видавати щомісячний інформаційний бюлетень «Пошук», де висвітлювали питання навчально-виховного процесу, історію училища, інформацію про викладачів і випускників. Кількість учнів становила 820 — на очному, 417 — на заочному, всього — 1237 учнів. Стипендія становила — 755 купонів. Викладацьку роботу вели 184 викладачі. Бібліотека нараховувала 46 722 примірників, отримала 11 000 екземплярів журналів і газет. 383 випускники (221 — денної форми навчання і 162 — заочники).
22 червня 1992 року директором училища призначили В. Д. Курбатова. До навчального плану ввели нові дисципліни, впроваджували нові методи і форми роботи. У 1995 році училище відзначило 65-річчя. У липні 1997 року згідно з постановою кабінету Міністрів України Тульчинське училище культури реорганізували у філію Вінницького училища культури і мистецтв імені М. Д. Леонтовича. З серпня по листопад 1997 року завідувачем філії була Гусєва Є. В. У листопаді 1997 року завідувачем філії призначили Курбатова В. Д. У липні 1998 року наказом Вінницького обласного управління культури завідувачем філії призначили Сандула Л. М. У 1998 році відкрито спеціалізацію «Кінофотовідеосправа» на спеціальності «Народна художня творчість».
У 1999 році у філії функціонувало 26 навчальних кабінетів. У 2000 році відзначали 70-річчя.

### 2000-ні, 2010-ті та 2020-ті
У квітні 2001 року наказом Міністра культури України завідувачем філії призначили Л. Д. Трачука.
За рішенням Вінницької обласної ради від 26 липня 2002 року філії повернуто статус самостійного закладу і на її базі створено комунальний вищий навчальний заклад «Тульчинське училище культури». Заклад газифікували.
У 2003 році ліцензовано та здійснено перший набір на спеціальність «Діловодство». У 2005 році святкували 75-річчя. Створено нові навчальні кабінети, серед яких кабінет кінофотовідеосправи та операторської майстерності, основ режисури кіно і телебачення, практичного оволодіння комп'ютерною технікою, фотостудія. Всі 25 навчальних кабінетів обладнано навчально-методичними комплексами, аудіовізуальною технікою.
15 січня 2009 року заключили угоду про співпрацю із Вінницьким соціально-економічним інститутом.
18 лютого 2010 року уклали угоду про спільну діяльність з Київським національним університетом культури і мистецтв. У 2010 році відзначено 80-ту річницю з дня створення.
Рішенням Вінницької обласної ради від 15 червня 2018 року комунальний вищий навчальний заклад «Тульчинське училище культури» перейменували в Тульчинський коледж культури.
Сучасна назва з 4 серпня 2020 року. Цього ж року святкували 90-річчя. У коледжі функціонують 32 навчальні кабінети, 2 лабораторії, 2 комп'ютерні класи, актова зала на 250 місць, 2 зали для хореографічних занять, 30 аудиторій для індивідуальних і 20 — для групових занять. До послуг студентів їдальня на 80 посадкових місць, медпункт. Діють 19 творчих колективів.
Заклад співпрацює з Рівненським державним гуманітарним університетом, КНУКІМ, Вінницьким державним педагогічним університетом ім. М. Коцюбинського, Уманським державним педагогічним університетом ім. П. Тичини. Така співпраця надає можливість випускникам коледжу продовжити ступеневу фахову підготовку за скороченим терміном навчання.